# Quercus chihuahuensis
Quercus chihuahuensis är en bokväxtart som beskrevs av William Trelease. Quercus chihuahuensis ingår i släktet ekar och familjen bokväxter. Inga underarter finns listade.
Quercus chihuahuensis når ibland en höjd av 20 meter.
Arten förekommer främst i Mexiko från delstaten Querétaro norrut till delstaterna Chihuahua och Sonora. En liten avskild population växer i sydvästra Texas i USA. Denna ek hittas i kulliga områden och i bergstrakter mellan 400 och 2700 meter över havet. Quercus chihuahuensis ingår i blandskogar där ekar och tallar dominerar. Den växer även på gräsmarker eller glest fördelad i buskskogar.
Trä från denna ek används som bränsle och det förarbetas till staket. Delar av trädet har läkande egenskaper mot hjärtsjukdomar.
Boskapsdjur som gnager på trädet eller som trampar marken fast hotar begränsade bestånd. Hela populationen anses vara stabil. IUCN listar arten som livskraftig (LC).